# Omeliànivka (Crimea)
|  | Per a altres significats, vegeu «Iemeliànovka». |

Omeliànivka (en (ucraïnès): Омелянівка) és un poble de la República Autònoma de Crimea a Ucraïna, que el 2021 tenia 1.364 habitants. Pertany al districte de Nijnegorski.